# Gârceni
Gârceni – wieś w Rumunii, w okręgu Vaslui, w gminie Gârceni. W 2011 roku liczyła 944 mieszkańców.